# Francesco Massaro
Pour les articles homonymes, voir Massaro.
Francesco Massaro, né le 23 août 1935 à Padoue en Vénétie, est un scénariste et réalisateur italien.

## Biographie

### Début de carrière
- Second assistant de Luchino Visconti  lors du tournage de "Il Gattopardo" (1963). Titre français "Le Guépard", Palme d'or au festival de Cannes. Avec Burt Lancaster, Alain Delon, Claudia Cardinale, Serge Reggiani.
- Premier assistant de Pietro Germi lors du tournage de "Sedotta e abbandonata" (1964).
- Premier assistant de Luigi Capuano lors du tournage de "I misteri della giungla nera" (1965).
- Premier assistant de Marco Vicario lors du tournage de "Sette uomini d'oro" (1965).
- Premier assistant de Pietro Germi lors du tournage de "Signore e signori" (1965).
- Premier assistant de Pietro Germi lors du tournage de "L'immorale" (1966). Avec Ugo Tognazzi.
- Premier assistant de Lucio Fulci lors du tournage de "Operazione San Pietro" (1967). Avec Jean-Claude Brialy.
- Premier assistant de Pietro Germi lors du tournage de "Serafino" (1968). Titre Français: "Serafino ou l'amour aux champs".
- Premier assistant de Dino Risi lors du tournage de "Il Profeta" (1968). Avec Vittorio Gassman.
- Premier assistant de Dino Risi lors du tournage de "Straziami, ma di baci saziami" (1968). Titre français "Fais-moi très mal, mais couvre-moi de baisers", avec Ugo Tognazzi.
- Premier assistant de Ugo Tognazzi lors du tournage de "FBI - Francesco Bertolazzi investigatore" (1970). Avec Ugo Tognazzi et Marco Ferreri.

## Filmographie

### Comme scénariste
- 1979 : I Giorni Cantati Réalisé par Paolo Pietrangeli. Avec Roberto Benigni
- 1986 : Sposero Simon Le Bon Réalisé par Carlo Cotti
- 1988 : Olivier Gaudron di Sienna
- 1988 : Delitti e Profumi Réalisé par Vittorio De Sisti

### Comme réalisateur
- 1972 : Le général dort debout (Il generale dorme in piedi) Avec Ugo Tognazzi
- 1976 : La banca di Monate (it)
- 1980 : Le Coucou (Il lupo e l'agnello) Avec Michel Serrault et Tomás Milián
- 1981 : Miracoloni (it)
- 1981 : Et mon cul, c'est du poulet ? (I carabbinieri) Avec Renzo Montagnani
- 1983 : Baisse ta culotte, ma cocotte (it) (Al bar dello sport)
- 1984 : Domani mi sposo (it) Avec Isabella Ferrari
- 1987 : Je te présente une amie (it) (Ti presento un'amica) Avec Sergio Fantoni
- 1988 : Little Roma (it)
- 1990 : Pronto soccorso (it) (Mini-série télévisée)
- 1992 : Pronto soccorso 2 (Mini-série télévisée)
- 1998 : Provincia segreta (it) (Mini-série télévisée)
- 1999 : Nouvelle vie, nouvelle donne (In punta du cuore) Avec Maria Grazia Cucinotta et Isabelle Pasco
- 2000 : Provincia segreta 2 (Mini-série télévisée)
- 2004 : Benedetti dal Signore (it) (Mini-série télévisée)
- 2004 : O la va o la spacca (it) (Mini-série télévisée)